# 哈伯精密
哈伯精密股份有限公司是總部位於台灣台中市太平區的跨國工業溫度控制設備製造商，由許文憲創立，其生產的工業用冷卻機在台灣的市占率長年居冠，也有多家日本廠商採用其機具。

## 沿革
哈伯精密創辦人許文憲於1962年出生，畢業自大甲高中體育班，但因車禍而無法報考體育專科學校，便進入飲水機工廠工作，服務9個月後工廠倒閉，他聯絡六名面臨失業的同事，各出新台幣3萬元組成冷凍工程公司。營運期間雖沒有太多獲利，但一次研磨加工機具過熱的經驗讓他興起了開發冷卻系統的念頭，認為冷卻的商機可期。許文憲便在1981年創立哈伯精密公司，由他一人負責採購、業務、技術和維修。
哈伯精密在2013年獲得卓越中堅企業獎，許文憲的長女許雅涵在2017年進入哈伯精密，而長子許富翔也在2020年5月進入公司服務。哈伯精密的年營業額約為12億新台幣，與修平科技大學有產學合作。
2020年3月，因應嚴重特殊傳染性肺炎臺灣疫情，擔任工具機公會理事長的許文憲受行政院請託，聯繫工具機同業，率眾組成口罩國家隊，成員包括哈伯精密在內共29家廠商，擴建口罩生產線。政府為表感謝，副總統賴清德率團於同年6月赴哈伯精密公司參訪。

## 外部連結
- 哈伯精密工業有限公司